# Linda Zachrison
Emma Linda Kristina Zachrison, född 13 januari 1973 i Göteborg, är en svensk kulturchef. Mellan 2015 och 2020 var hon kulturråd vid Sveriges ambassad i Washington och sedan hösten 2023 konstnärlig ledare för Göteborgs stadsteater.
Zachrisson har en fil kand i film- och teatervetenskap från Stockholms universitet.
Zachrison var mellan 2000 och 2002 vd och chefsproducent för Cirkus Cirkör. Åren 2004 till 2006 var hon politiskt sakkunnig vid Kulturdepartementet åt dåvarande kulturministern Leif Pagrotsky. Karriären fortsatte sedan som avdelningschef vid Svenska Filminstitutet 2007 till 2009. Mellan 2009 och 2015 var Zachrison sedan konstnärlig ledare för Parkteatern vid Kulturhuset Stadsteatern och för gästspelsscenen c/o Stadsteatern. År 2015 flyttade hon till Washington och arbetade som Sveriges kulturråd där fram till 2020. Efter återkomsten till Sverige är hon åter engagerad i Cirkus Cirkör, som konstnärlig rådgivare. Zachrison är även 2021 utsedd till regeringens särskilda utredare för återstarten av kulturlivet efter Coronapandemin. Den 1 augusti 2023 tillträdde hon ett fyraårigt förordnande som konstnärlig ledare vid Göteborgs stadsteater.
Hon är dotter till kulturjournalisten Göran Zachrison och gift med Carl Mossfeldt, med vilken hon har två barn.